# Mineichi Koga
Mineichi Koga (古賀 峯一 Koga Mineichi?,  25 de septiembre de 1885-31 de marzo de 1944) fue un almirante y Comandante en Jefe de la Flota Combinada de la Armada Imperial Japonesa durante la Segunda Guerra Mundial.

## Biografía
Nació en Arita, Prefectura de Saga, en 1885. Se graduó en la 34.ª clase de la Academia Naval Imperial Japonesa, graduándose el 14.º de 176 cadetes.
Sirvió como guardiamarina en el crucero Matsushima, navegando a través de diferentes países. A su vuelta, fue ascendido a alférez y fue asignado al Katori, seguido del Otowa y Suma. Después de su ascenso a subteniente sirvió en el Soya y el Aki, y como teniente desde 1911, sirvió en el Kashima.
Tras su entrada en el Colegio de Guerra Naval, Koga dirigió a su personal después de su graduación y ascenso a teniente comandante en 1917. Tres años después, en plena Primera Guerra Mundial y sin ver combate alguno, decidió vivir en Francia. Dos años después regresaría a Japón para convertirse en oficial ejecutivo del Kitakami. Tras su promoción a capitán, el 1 de diciembre de 1926, Koga decidió volver a Francia como agregado militar hasta el 1 de noviembre de 1928.
Nuevamente en Japón, en plena entrada en los años 30, se le dio el comando de la estación naval de Yokosuka, capitaneando el crucero pesado Aoba el 31 de diciembre, y el mismo día, un año después, haciendo lo propio con el acorazado Ise hasta su nombramiento como contraalmirante en 1932, y director de la División de Inteligencia del Personal de la Armada Imperial Japonesa en 1933. 
Sería ascendido a vicealmirante y se le otorgó ser el subdirector del Personal de la Armada Imperial Japonesa el 31 de diciembre de 1936, poco antes de la segunda guerra sino-japonesa en 1937. Comandó la 2.ª Flota en 1939, y en 1941, antes de la entrada del Japón en la Segunda Guerra Mundial, la Flota del Área de China. Koga compartió los temores de Yamamoto acerca de la guerra con Estados Unidos, pero no estuvo de acuerdo con Yamamoto en cuanto al uso de la aviación naval, siendo un firme defensor del acorazado hasta que los eventos posteriores en la guerra del Pacífico demostraron su anticuada posición.

### Segunda Guerra Mundial
Con el comienzo de la guerra del Pacífico, Koga comandó las operaciones navales durante la batalla de Hong Kong desde el 9 de diciembre de 1941 hasta final de mes.
Tras la muerte del Comandante en Jefe de la Flota Combinada, Isoroku Yamamoto (véase Operación Venganza), el 19 de abril de 1943, Koga reemplazó a Yamamoto. Fijo su buque insignia en el acorazado Musashi y su primera orden fue revitalizar y emular las formaciones de combate americanas en torno a los portaaviones, similar a la organización naval de escuadra de la Marina de los Estados Unidos.
Planeó una contraofensiva sobre las islas Aleutianas para diluir las fuerzas enemigas y así poder atraer a la flota americana. Sin embargo, las pérdidas de las aeronaves terrestres y aéreas basadas en el Pacífico central del Japón obligaron a Japón a retirarse de las islas Gilbert y Salomón para finales de año. Koga adoptó gradualmente una postura más conservadora, intentando conservar sus fuerzas restantes para infligir el máximo daño en los americanos cuando viajaran hacia Filipinas.

#### Muerte
Koga murió cuando su avión, el Kawanishi "Emily", se estrelló durante un tifón entre Palaos y Dávao mientras supervisaba la retirada de la Flota Combinada de su sede en Palaos, el 31 de marzo de 1944. Su muerte no fue anunciada hasta mayo, cuando fue sustituido formalmente por el almirante Soemu Toyoda. Koga fue promovido a almirante de flota póstumamente y le concedieron un funeral de Estado. Su tumba se encuentra en el Cementerio de Tama, a las afueras de Tokio.